# 相思鸟属
相思鸟属（学名：Leiothrix）在动物分类学上是噪鹛科中的一个属。包括两种：
- 银耳相思鸟
- 红嘴相思鸟